# Farum (stacja kolejowa)
Farum - stacja kolejowa w Farum, w regionie stołecznym, w Danii. Jest stacją końcową linii Hareskovbanen. Obsługiwana jest przez pociągi S-tog. Stacja została otwarta w 1906.